# República de Crimea
La República de Crimea (en ruso, Республика Крым o Respublika Krym; en tártaro de Crimea, Къырым Джумхуриети o Qırım Cumhuriyeti; en ucraniano, Республіка Крим o Respublika Krym) es de facto una de las veinticuatro repúblicas de la Federación de Rusia, que comprende casi toda la península de Crimea, entre el mar Negro y el de Azov, con excepción de la ciudad de Sebastopol, que constituye una entidad aparte.
La república de Crimea fue proclamada el 11 de marzo de 2014, abarcando los territorios ucranianos de la república autónoma de Crimea. El 17 de marzo de 2014, un día después del referéndum sobre el estatus político de Crimea, la república fue establecida oficialmente como Estado independiente, reconocido únicamente por la Federación de Rusia, convirtiéndose en un país parcialmente reconocido, y su gobierno solicitó ser anexada a esta a los pocos minutos de alcanzar la independencia. Al día siguiente, 18 de marzo, tras la firma de los acuerdos de anexión de Crimea y Sebastopol a Rusia, se convirtió oficialmente en sujeto federal, una república, bajo soberanía rusa. La ciudad de Sebastopol se adhirió a Rusia con el estatus de ciudad federal.
La república de Crimea no es reconocida por Ucrania ni por la mayor parte de la comunidad internacional, ya que su secesión e incorporación a Rusia se realizó sin respetar la legislación ucraniana y por tanto es considerada como «ilegal», por lo que jurídicamente el territorio sigue conformando la república autónoma de Crimea. La Rada Suprema de Ucrania aprobó el 15 de abril, con 228 votos a favor de un total de 450, una ley que define como «territorios bajo ocupación temporal» a la república de Crimea y la ciudad de Sebastopol. La normativa indicó que dichos territorios son «parte inalienable» de Ucrania y están sujetos a las leyes ucranianas, pero señala que Rusia debe indemnizar el daño económico de la «anexión» y responder por cualquier violación de derechos humanos que se produzca en la península.
De acuerdo con la Ley sobre Nuevos Territorios Federales de la Federación de Rusia, la península puede considerarse parte de Rusia desde el momento de la firma del acuerdo interestatal del 18 de marzo.
El 27 de marzo de 2014, en respuesta a la anexión de Crimea por Rusia, fue aprobada la Resolución 68/262 de la Asamblea General de las Naciones Unidas (llamada Integridad territorial de Ucrania). Aprobada por 100 países, la resolución afirmó el compromiso de las Naciones Unidas para reconocer a Crimea como parte de Ucrania, rechazando el referéndum sobre el estatus político.

## Historia

### Antecedentes

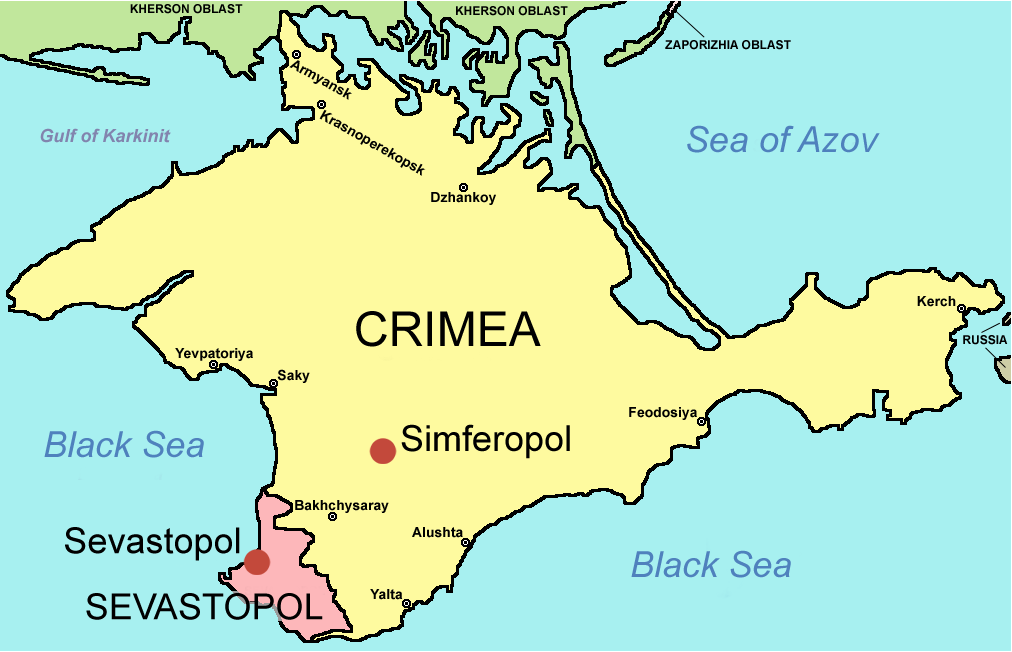
Mapa de la división de Crimea bajo administración ucraniana. La mayor parte del territorio corresponde a la República Autónoma de Crimea; al sudoeste se encuentra el municipio de Sebastopol.

En el marco del Euromaidán ucraniano y de la crisis de Crimea de 2014, el 24 de febrero, en Sebastopol, los manifestantes depusieron al alcalde de la ciudad y designaron a un ruso étnico como nuevo alcalde. El Parlamento de la República Autónoma de Crimea llevó a cabo una moción de censura y escogió a un nuevo primer ministro, Serguéi Aksiónov, que también convocó un referéndum sobre el futuro de la región.
El 1 de marzo, manifestantes prorrusos de la región industrial del Donbás y Donetsk izaron la bandera rusa, y escogieron a Pável Gúbarev, líder de una milicia popular, como nuevo gobernador de la región de Donetsk; se produjeron manifestaciones prorrusas también en Járkov, Odesa, Dnipropetrovsk, Lugansk, Melitópol, Eupatoria y Kerch; en todas estas ciudades las banderas ucranianas fueron arriadas de los edificios públicos y en su lugar onderon banderas rusas.
El Ayuntamiento de la ciudad de Sebastopol adoptó en una reunión extraordinaria del 6 de marzo la decisión de formar parte de Rusia como territorio federal. Los concejales hicieron referencia en su decisión a la Carta europea de la autonomía local, las cláusulas 38 y 69 de la Constitución de Ucrania, el artículo 1 de la Convención internacional de los derechos económicos, sociales y culturales y el artículo 1 del Pacto Internacional de Derechos Civiles y Políticos. Días más tarde, agentes del Servicio de Seguridad de Ucrania arrestaron al autoproclamado gobernador de la región de Donetsk, Pável Gúbarev. Gúbarev declaró que la región se estaba preparando para contar con su propio gobierno provisorio, para luego anunciar nuevas elecciones, y habló sobre la realización de un referéndum sobre el estatus de Donetsk.
Para el 9 de marzo el Gobierno de Crimea anunció que controlaba la mayoría de las unidades militares del Ministerio de Defensa ucraniano en la península.

### Declaración de Independencia
La Declaración de Independencia de la República Autónoma de Crimea y de la ciudad de Sebastopol fue una resolución conjunta aprobada el 11 de marzo de 2014 por el Parlamento de Crimea y el Consejo de la Ciudad de Sebastopol donde expresaron su intención de auto-declararse independientes después de un referéndum que se celebraría el 16 de marzo, y que preveía la incorporación a Rusia como un sujeto federal. Ambos territorios eran dos divisiones subnacionales de Ucrania pero se unificaron para formar la República de Crimea independiente de Ucrania. El documento cita explícitamente la declaración unilateral de independencia de Kosovo y la opinión de la Corte Internacional de Justicia como un precedente para la acción.
La declaración anticipaba la constitución de la República de Crimea como "estado independiente y soberano con una forma republicana de gobierno" según los resultados del referéndum. La declaración de independencia fue aprobada por el Parlamento de Crimea por 78 votos a favor de un total de 81, siendo rubricada conjuntamente por el Presidente del Parlamento de Crimea Vladímir Konstantínov y por el presidente del Consejo de la Ciudad de Sebastopol Yury Doynikov.

### Adhesión de Crimea a Rusia
Un día tras los referendos de Crimea y Sebastopol del 16 de marzo de 2014 donde se impuso por mayoría la opción de unirse a Rusia, el Parlamento de la República de Crimea votó con 85 votos a favor, la adhesión a Rusia y declaró el «Estado soberano independiente República de Crimea». Además, una delegación del parlamento viajó a Moscú para reunirse con la Duma Estatal y el Consejo de la Federación con el fin de adoptar los actos jurídicos y normativos para la entrada de la península en la Federación Rusa.
El 18 de marzo, durante una ceremonia en el Kremlin, fueron firmados los acuerdos de adhesión a la Federación de Rusia de la República de Crimea y la ciudad de Sebastopol como dos sujetos federales. La República de Crimea se incorporó bajo el estatus de «república», mientras que Sebastopol lo hizo bajo el estatus de «ciudad federal». Los firmantes del tratado fueron Serguéi Aksiónov, Vladímir Konstantínov, Vladímir Putin y Alexéi Chaly. Tras esto, Putin declaró que Crimea ya era parte íntegra de Rusia. Al día siguiente, Putin presentó a la Duma Estatal el acuerdo de adhesión de Crimea y Sebastopol, para tramitar su ratificación, después de que la Corte Constitucional de la Federación Rusa reconoció por unanimidad la constitucionalidad del tratado afirmando que se enmarca en la Constitución de Rusia.
Se previó que los dos nuevos sujetos federales obtendrán representación en el Consejo de la Federación, la cámara alta del parlamento de Rusia, en 2015, con dos senadores por cada territorio. También se declaró que a partir del mismo día de la adhesión, en los nuevos territorios federales entró en vigor la legislación de Rusia. Entre tanto, los diputados de la Duma Estatal ratificaron en una reunión extraordinaria los textos del acuerdo interestatal y el proyecto de ley sobre la adhesión de la República de Crimea y Sebastopol. De los 450 diputados en total, 444 se han mostrado a favor y uno en contra. El 21 de marzo el Consejo de la Federación, ratificó en una reunión extraordinaria el proyecto de ley sobre la adhesión de la Crimea y Sebastopol, con 155 votos a favor de un total de 166 miembros. Finalmente, unas horas más tarde, Putin firma la Ley de la Adhesión y ordenó conformar el Distrito Federal de Crimea, que abarca la península de Crimea y tiene capital en Simferópol. Se designó un representante plenipotenciario de la Presidencia rusa en el nuevo distrito y el Parlamento crimeo nombró a su vicepresidente como senador de la Cámara Alta de Rusia en representación de la república de Crimea, siendo el primer representante de la región.
El primer ministro ruso, Dmitri Medvédev, anunció el 31 de marzo la creación del Ministerio para Asuntos de Crimea, durante una visita a la península. También declaró que Crimea se convertirá en una zona económica especial para inversores que busquen llevar a cabo proyectos e inversiones pudieran recibir beneficios fiscales y gozar de la exención de ciertos impuestos. Mientras, la Cámara Baja de Rusia aprobó por unanimidad en primera lectura, la ley sobre la denuncia de cuatro tratados ruso-ucranianos que estipulan la presencia de la Flota del mar Negro rusa en territorio de Ucrania.

## Reconocimiento de la República
El gobierno de Ucrania y Estados Unidos consideraron esta declaración ilegítima. Sin embargo, el Ministerio de Asuntos Exteriores de Rusia declaró que la decisión del Parlamento de Crimea de la adopción de la declaración de independencia era totalmente legal. El 17 de marzo, los estados con reconocimiento limitado de Abjasia, República de Nagorno Karabaj y Osetia del Sur también reconocieron la independencia de la península. El gobierno de Bielorrusia fue el segundo país miembro de la ONU en reconocer la independencia de Crimea.
Un portavoz del Congreso del Pueblo Tártaro de Crimea afirmó que los tártaros de Crimea no reconocen la independencia de la República Autónoma de Crimea, ni van a participar en el referéndum del 16 de marzo.
El Parlamento Europeo rechazó el referéndum del día 16 y la independencia de Crimea, que vieron como manipulados y contrarios al derecho internacional y ucraniano. Mientras que, el Ministerio de Relaciones Exteriores de Albania se expresó en contra del referéndum y condenó la alegación de que la declaración de independencia de Crimea debe ser tratada de la misma manera que la declaración de la independencia de Kosovo.
El 17 de marzo, Vladímir Putin firmó un decreto que decía: «considerando la voluntad del pueblo de Crimea expresada en el referéndum popular celebrado el 16 de marzo de 2014, que sea reconocida la República de Crimea […] como Estado independiente y soberano». Ese mismo día, los estados con reconocimiento limitado de Abjasia, República de Nagorno Karabaj y Osetia del Sur también reconocieron la independencia de la península.

## Política y gobierno
El poder legislativo está formado por un parlamento unicameral, el Consejo Estatal de la república de Crimea.
El poder ejecutivo está representado por el Consejo de Ministros, liderado por el primer ministro de la república de Crimea. La autoridad y operaciones del Consejo Estatal de Crimea y el Consejo de ministros de Crimea están determinados por la Constitución de Crimea y otras leyes de la república de Crimea, además de las decisiones tomadas por el Consejo.
El poder judicial es administrado por los tribunales de justicia, como parte de la judicatura de Rusia.

## Geografía

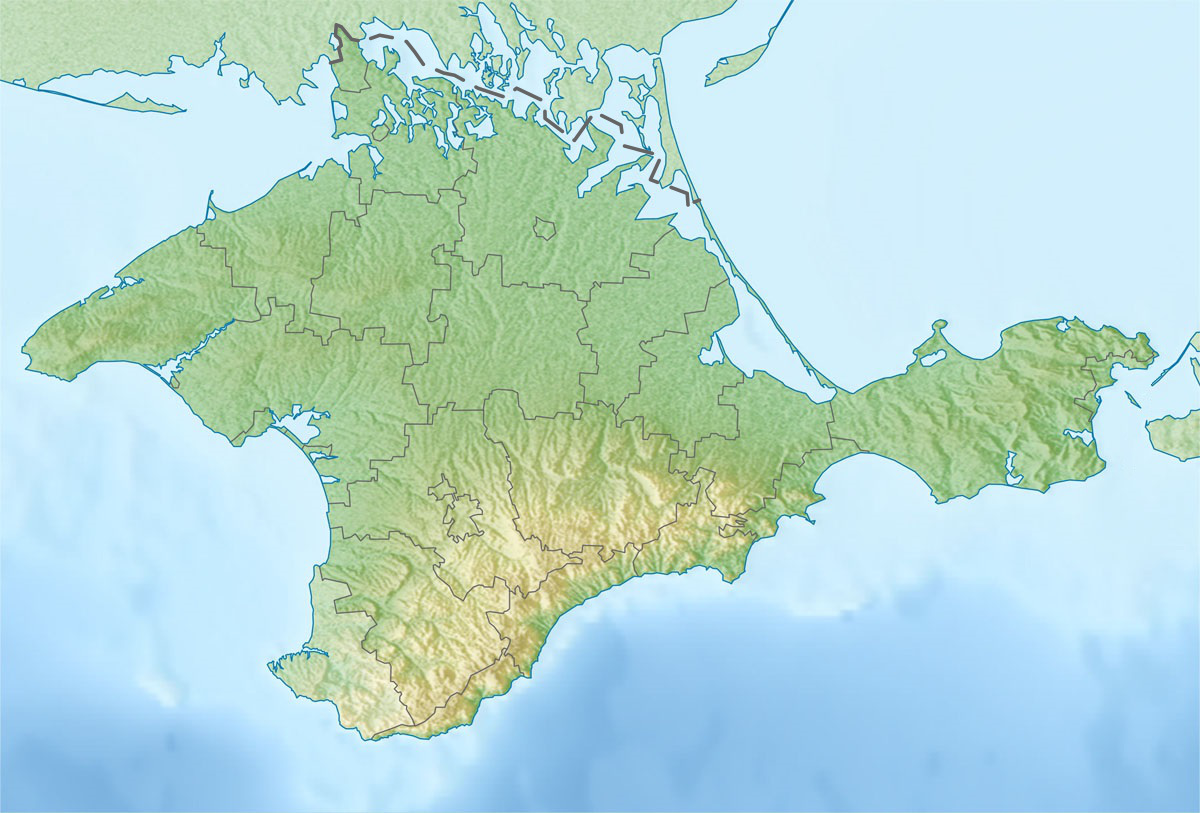
Relieve de la república de Crimea.

Comprende la península de Crimea, una península del sudeste de Europa rodeada por el mar Negro y unida por el istmo de Perekop a Ucrania y al continente. Su límite oriental está a su vez separado del krai ruso de Krasnodar por el estrecho de Kerch.

### Zona horaria
La república de Crimea se localiza en la Zona Horaria de Moscú (MSK/MSD). UTC +0300 (MSK)/+0400 (MSD).

## Demografía
En el censo ucraniano de 2001, la población de república autónoma de Crimea alcanzó los 2 033 700 habitantes y Sebastopol unos 381 977 habitantes. Los principales grupos étnicos de la península son los rusos étnicos, que representan el 60 %, los ucranianos que son el 24 %; mientras que los tártaros de Crimea son el 12 %. En Sebastopol, los rusos constituyen el 70% de la población. La ciudad más poblada es Simferópol.

## Religión
La mayoría de la demografía de Crimea se adhiere a la Iglesia ortodoxa rusa, con los tártaros de Crimea formando una minoría perteneciente a la rama sunita del islam, además de una minoría católica (tanto latina como greco-católica ucraniana), apostólica armenia y minorías judías.

## División administrativa
La república de Crimea se divide en 25 regiones: 14 raiones (distritos) y 10 municipios, conocidos oficialmente como «territorios gobernados por los ayuntamientos». Pese a que la ciudad de Sebastopol se encuentra en la península de Crimea, está separada administrativamente del resto de Crimea, siendo una de las ciudades federales de Rusia. Sebastopol, aun teniendo una administración separada, está estrechamente integrado dentro de la infraestructura de toda la península.

### Regiones
| 1. Raión de Bajchisarái 2. Raión de Bilohirsk 3. Raión de Dzhankói 4. Raión de Kirovske 5. Raión de Krasnogvardiiski 6. Raión de Krasnoperekopsk 7. Raión de Lenine | 8. Raión de Nizhniohirski 9. Raión de Pervomaiske 10. Raión de Rozdolne 11. Raión de Saky 12. Raión de Simferopol 13. Raión de Sovetsk 14. Raión de Chornomorske |

### Municipios
| 15. Municipio de Alushta 16. Municipio de Armiansk 17. Municipio de Dzhankói 18. Municipio de Eupatoria 19. Municipio de Kerch 20. Municipio de Krasnoperekopsk | 21. Municipio de Saky 22. Municipio de Simferópol 23. Municipio de Sudak 24. Municipio de Feodosia 25. Municipio de Yalta |